# Приключенията на Тентен
„Приключенията на Тентен“ (на френски: Les Aventures de Tintin) е комиксова поредица от 24 албума, създадена от белгийския художник Жорж Реми, по-популярен с артистичното си име Ерже. Поредицата е сред най-известните европейски комикси от XX век, преведена на над 100 езика, с продадени над 200 милиона копия и адаптирана за радио, телевизия, театър и кино.
Поредицата за пръв път се появява на френски език 1929 година в „Пти Вентием“ (Le Petit Vingtième), което е притурката за деца към белгийския вестник „Вентием Сиекъл“ (Le XXe Siècle). Успехът на заглавието води до серия от стрип комикси, публикувани във водещия белгийски вестник „Соар“ (Le Soir), които прерастват в успешното списание „Тентен“. През 1950 г. Ерже създава студио „Ерже“, което създава канонични версии на десет албума от „Тентен“.
Действието на поредицата се развива в реалистично пресъздадения XX век. Главен герой в историите е младият белгийски репортер и авантюрист Тентен. В своите приключения той е придружаван от вярното си куче Милу̀ (в английското издание издание Snowy, Снежко). Други основни персонажи в поредицата са грубият и циничен капитан Хадок и интелигентният, но с увреден слух, професор Калкюлус (на френски: Professeur Tournesol), както и некомпетентните детективи Томпсън и Томпсън (или Дюпон и Дюпон, Dupont et Dupond) и оперната дива Бианка Кастафиоре.
Комиксовата поредица е възхвалявана заради своя чист и изразителен стил, отличителна черта на стила на Ерже, наречен ligne claire (ясна линия). Добре проучените сюжети на поредицата обхващат различни жанрове: приключения с дуели, в които има елементи от фентъзи, мистерия, политически трилър и научна фантастика. Историите съдържат слапстик комедия, която е преплетена с по-сложен хумор, в който се открива политическа сатира и културни препратки.
„Синият лотос“ (Le Lotus bleu, 1936), петата книга от поредицата, е поставена на 18-то място в класацията 100-те книги на XX век според Монд. През 2011 година излиза базираният на комикса анимационен филм „Приключенията на Тинтин: Тайната на еднорога“, режисиран от Стивън Спилбърг.
В България е издадена за пръв път в 1992 година с името „Приключенията на Тентен: Ракът със златните щипки“, който е само първият комикс от поредицата „Приключенията на Тентен“.

## История

### „Вентием Сиекъл“ (1929 – 1939)
Жорж Реми, по известен под псевдонима Ерже, е нает като илюстратор в „Вентием Сиекъл“ – консервативен вестник, придържащ се стриктно към ценностите на Римокатолическата църква, базиран в родния град на художника Брюксел. Начело с абат Норбе Валес, вестникът се определя като „католически вестник за поддържане на дясна доктрина и информация“ и разпространява крайно десни, фашистки, убеждения. Валес назначава Ерже като редактор на нова младежка притурка, пускана всеки четвъртък към вестника и озаглавена „Пти Вентием“. Допълнението служи, за да пропагандира социално-политическите възгледи на Валес на младите читатели. То съдържа подчертано профашистки идеи и антисемитско настроение. В допълнение към редактирането на притурката, Ерже илюстрира „Необикновените приключения на Флъп“ (L'extraordinaire aventure de Flup), „Нинес“ (Nénesse) и „Пусет и Кошоне“ (Poussette et Cochonnet)  – комикс стрипове, създадени от член на спортния отдел на вестника. Недоволен от това, Ерже иска да напише и нарисува свой собствен комикс.
Ерже има опит в създаването на комикси. От юли 1926 г. той пише стрип за лидер на бой скаути група наречен „Приключенията на Тотор – Скаут лидера на Светещите бръмбари“ (Les Aventures de Totor, C.P. des hannetons). Комиксите са публикувани във вестника за бой скаути „Белгийският бойскаут“ (Le Boy Scout Belge). Персонажът Тотор оказва огромно влияние върху Тентен. По-късно Ерже описва Тентен като по-млад брат на бойскаута. Жан-Марк и Ранди Лофисър твърдят, че графично двата персонажи са „почти идентични“; разликата е само в скаут униформата. Също така двамата виждат прилика в техните премеждия, по-точно в начина на рисуване, бързото развитие на историята и използването на хумор. Ерже е впечатлен от новата технология в комикс средите по това време, като например честото използване на речеви балони – характерен белег за американските комикси. Френският автор се сдобива с копия на „Да отгледаш татко“ на Джордж Манъс, „Шантавата котка“ на Джордж Хъриман и „Казънджамър Китс“ на Рудолф Диркс, които са изпратени от Мексико от журналиста Леон Дагрел.
Въпреки желанието на Ерже да изпрати Тентен първо в Съединените щати, Валес настоява действието да се развива в Съветския съюз, за да може историята да послужи като анти-социалистически пропаганден материал за детската публика. Резултатът е „Тентен в Страната на съветите“ (Tintin au pays des Soviets), издаден на серии в „Пти Вентием“ от януари 1929 г. до май 1930 г. Популярен във франкофонска Белгия, Валес организира рекламна кампания на парижката гара Гар-дьо-Нор, след което издава историята в единична книга. Книгата получава известност и добри продажби, и Валес отпуска на Ерже двама асистента. Пак по искане на абата, от юни започва нова серия за Тентен, озаглавена „Тентен в Конго“ (Tintin au Congo), направена за да окуражава колониалната политика на Белгийско Конго. Комиксът се придържа към патриархалния дух и представя народа на Конго група вдетинени идиоти. В по-късните десетилетия „Тентен в Конго“ е обвиняван в расизъм, но по време на неговото издаване историята не буди противоречия и търпи известност. Последвалите рекламни кампании увеличават продажбите на комикса.
За третото приключение на Тентен Ерже най-накрая получава зелена светлина за своята идея. „Тентен в Америка“ (Tintin en Amérique) е издаден на серии от септември 1931 г. до октомври 1932 г. Авторът използва своето произведение, за да вкара на дневен ред анти-капитализма и анти-консумаризма, част от консервативната идеология на вестника. От 1930 г. „Приключенията на Тентен“ е обиден с френското списание „Кьор Вейант“ (Cœurs Vaillants, Смели сърца), което подкрепя ценностите на католическата църква. Ерже скоро получава предложения за обединение и от швейцарски и португалски вестници.
Ерже продължава да развива „Приключенията на Тентен“, пращайки своя главен персонаж в съществуващи локации като Белгийско Конго, Съединените щати, Египет, Индия, Тибет, Китай и Обединеното кралство. Тентен посещава и някои измислени от автора държави, такива са републиката в Латинска Америка Свети Теодор, Източно-европейското кралство Силдавия или държавата Бордурия, чийто лидер на име Мюслер е комбинация от нациския лидер Адолф Хитлер и италианския диктатор Бенито Мусолини.

### „Соар“ (1940 – 1945)
През май 1940 г. Нацистка Германия нахлува в Белгия с разрастването на Втората световна война в Западна Европа. Въпреки че Ерже за кратко заминава за Франция в самоналожено изгнание, в крайна сметка той решава да се завърне в окупираната си родна държава. По политически причини германската окупационна администрация спира „Вентием Сиекъл“ и Ерже остава без работа. Търсейки друго назначение, той си намира работа като илюстратор в един от водещите белгийски вестници „Соар“, който продължава да излиза, но под контрола на германската цензура. На 17 октомври 1940 г. Ерже става редактор на притурката за деца „Соар Жонес“, в която се готви да представи нова история за Тентен. При новите обстоятелства на германската окупация авторът трябва да загърби политическата тематика. Както пише Хари Томпсън: Тентен трябва да излезе от ролята на репортер и тя да бъде заменена от новото му амплоа на изследовател.

### „Журнал дьо Тентен“ (1946 – 1983)
През септември 1944 г. Съюзниците влизат в Брюксел и немските работодатели на Ерже бягат. „Соар“ е закрит и „Приключенията на Тентен“ е временно спрян. През 1946 г. Ерже приема поканата на белгийския издател на комикси Реймонд Лебланк и неговата нова издателска компания „Ломбард“ да продължи историите за Тентен в ново списание с име „Журнал дьо Тентен“ (Le journal de Tintin) или просто „Тентен“. Ерже бързо научава, че няма мечтаната зависимост, а вместо това от него са изисква да създава две цветни страници на седмица за списанието на Лебланк – висока поръчка за своето време.
През 1950 г. Ерже започва да привлича към себе си по-добрите членове от списание „Тентен“, за да работят в голяма къща на Авеню Луис, в която се намира прохождащото Студио на Ерже. Боб де Мур (който имитира стила на Ерже и върши половината работа), Гай Десиси (цвят) и Марсел Дехай (секретар) са ядрото на екипа. Към групата Ерже добавя Жак Мартен (имитира стила на Ерже), Роже Лелуп (детайли, реалистични рисунки) и Йожен Евени (по-късно шеф на студиото), Мишел Демере (писател на комиксовия текст) и Бодуен Ван Ден Бранден (секретар). Както казва Хари Томпсън идеята на студиото е да превърне процеса на създаване на „Приключенията на Тентен“ в „истинска производствена линия, произведение на изкуството, което да минава от човек на човек; всеки да знае своята роля в артистичния оркестър с диригнет Ерже“. Студиото произвежда осем нови албума с Тентен за списанието и оцветяват и преформатирата две стари книги от серията. Студио Ерже продължава да реализира комикси до смъртта на своя основател през 1983 г. През 1986 г. те публикуват 24-тия незавършен албум, след което студиото е разпуснато и активите му са прехвърлени във фондация „Ерже“.

## Персонажи

### Главни персонажи
- Тентен (Tintin) е млад белгийски репортер и авантюрист, който се замесва в опасни случаи, в които предприема героични действия, за да спаси света. Външния му вид включва топчеста глава и щръкнал перчем.[46] Главният персонаж е проницателен и разгадава заплетени криминални случаи, които не винаги са част от историята. Читатели и критици описват Тентен като всестранно развита личност, широко скроен, интелигентен и креативен. Отбелязват, че героя е неопределим като природа. Понякога може да бъде счетен за скромен. Има ясно изградена преценка какво е зло и различава глупостта, която ни обгражда. Персонажът никога не прави компромиси със своите скаутски идеали, които представляват и личната оценка на Ерже. Неговият статут позволява на читателя да се постави на мястото на протагониста, отколкото да следи динамичните прикюлчения отстрани. Доброто изграждане и представяне на Тентен засилва този аспект.[47] Скот Макклауд отбелязва това с изказването: „позволява на читателите да маскират себе си като персонажа и безболезнено да влязат в чувствения свят на комикса“.[48]
- Милу или Снежко (Milou) е бял твърдокосмест фокстериер, който действа като верен другар в приключенията на своя стопанин. Подобно на капитан Хадок кучето обича шотландско уиски „Лох Ломонд“. От време на време пиенето му докарва проблеми. Единственият му страх е страхът от паяци (арахнофобия).
- Капитан Арчибалд Хадок (Capitaine Archibald Haddock) е капитан на търговски кораб и най-добрият приятел на Тентен. Хадок за първи път се появява в „Ракът със златните щипки“. Персонажът е представен главно като слабохарактерен и зависим от алкохола. По-късно Хадок се развива в по-героична светлина и става по-общителен, след като открива съкровището на неговия предшественик сър Франсоа дьо Хадок (в оригинал: Chevalier François de Hadoque). Хадок има груби маниери и суров сарказъм, което често служи като контрапункт на идиалистическия героизъм на Тентен. Капитанът има избюхлив нрав, използва цветущи изрази, обиди и проклятия, придружени със саркастични коментари. Най-чесите му проклятия са: „хиляди и хиляди сини арктически птици“ (на френски: Mille milliards de mille sabords de tonnerre de Brest) или „десет хиляди гръмотевични тайфуни“.
- Професор Трифон Турнесол или Професор Трифон Калкюлос (Professeur Tryphon Tournesol, tournesol е френската дума за „слънчоглед“) е разсеян и частично глух физик, чест спътник в приключенията на Тентен, Милу и капитан Хадок. Персонажът е представен в книгата „Съкровището на Ред Ракъм“ и от части е базиран на швейцарския лекар Огюст Пикар.[49]

### Поддържащи персонажи
Поддържащите персонажи на Ерже са приети като далеч по-развити от централните действащи лица. Всеки от тях е наситен със силна индивидуалност и изразени лични качества, което може да се сравни с добре изградените персонажи на Чарлс Дикенс. Ерже използва второстепенните действащи лица, за да създаде по-реалистичен свят, в който да развие главната авантюристична линия на протагонистите. За да допринесат за достоверността и приемствеността, колоритните фигури присъстват през цялата серия. Окупацията на Белгия и ограниченията, наложени на Ерже и цялата култура, тласкат саздателят ловко да избягва неудобните политически теми. Като резултата на рестрикциите, по време на този период се появяват запомнящи се персонажи.
- Дюпон и Дюпон или Томпсън и Томсън (Dupont et Dupond) са двама детективи, идентични по своята вънщност (единствената разлика е в размерите на мустаците им),[52] маниери и начин на действия. Главна черта на двойката е тяхната непохватност и некомпетентност, граничеста понякога с дебилщина. Забавните следователи за първи път се появяат в албума „Пури за фараона“ и от тогава присъстват като хумористична краска във всяка книга. Тяхните гегови могат да се определят като слапстик комедия, която винаги е придружена с грешна логика и залавяне на грешния човек. Външният вид на Дюпон и Дюпон включва бомбе, бастунче и черен официален комстюм. Когато са в по-екзотични страни, детективите сменят своите облекала съгласно традициите на държавата. Персонажите са базирани отчасти на бащата на Ерже Алексис и неговия брат Лион, които са идентични близноци и често се разхождали по улиците с бомбета и бастуни.
- Бианка Кастафиоре (Bianca Castafiore) е оперна дива, от която Хадок е ужасен. Първата ѝ поява е в „Скиптъра на крал Отокар“ и винаги присъства там, където главните персонажи извършват своите действия. Тя е придружена от своята прислужица Ирма и пияниста ѝ Игор Вагнер. Въпреки че дамата е любезна и със силна воля, понякога е представена като комично глупава, каризна, разсеяна и излишно разговорлива. Гласът ѝ е силен и раздразнителен, способен да чупи предмети от стъкло, което изглежда нейния притежател не забелязва. Нейна запазена песен е „Песен за бижутитата“ (Jewel Song, с текст: Ah! Je ris de me voir si belle en ce miroir (О! Моята минала красота може да се сравни с бижутата ми, които така светят) от операта на Шарл Гуно „Фауст“, която тя пее докато Хадок изпадне в пълен ужас. Оперната дива се пада роднина на капитана по майчина линия, което още повече увеличава неприязма на Хадок към нея. Друг характерен белег на Бианка е, че често бърка думите. Например Хадок често е заменен със съответните мелапромизми: „Падок“, „Стопкок“ или „Хопскоч“; Нестор, иконома на Хадок, е наричан от нея „Честър“ и „Хектор“. Името Касталфиоре означава „бяло и непокътнато цвете“, значение което професор Калкулъс прави препратка, когато вдишва една бяла роза и я кръщава на името на оперната певица. Бианка е базирана на оперните диви като цяло (според мнението на Ерже), може би на лелята на Ерже Нине, която е имала „писклив“ глас, както и комиксите за Мария Калас след войната.[53]

Други поддържащи персонажи включват:
- Нестор (Nestor) – иконома на Хадок.
- Чанг (цялото му име е Чан Чун Чън (Chang-Chong-Chen)) – лоялно момче от Китай.
- Растапопулос (Rastapopoulos) – ловък престъпник.
- Джолион Уаг (Jolyon Wagg) – продавач на осигуровки, който вбесява Хадок.
- Генерал Алказар (General Alcazar ) – боец за свобода от Южна Америка и президент на Сан Теодорос.
- Мохамед бен Калиш Езаб (Mohammed Ben Kalish Ezab) – арабски емир.
- Абдула (Abdullah) – непослушния син на емир Езаб.
- Д-р Мюлер (Dr. Müller) – зъл германски лекар.
- Оливиера да Фигуейра (Oliveira da Figueira) – приятелски настроен португалски продавач.
- Кютс (Cutts the butcher) – месар, чийто телефонен номер винаги е бъркан с този на Хадок.
- Алън (Allan) – наемник на Растапополус и бивш приятел на Хадок.

## Адаптации
„Приключенията на Тентен“ е бил адаптиран към различни среди за масово развлечение. Ерже е подкрепял адаптациите, като част от неговия екип е участвал в направата на анимационните филми за Тентен. След смъртта на Ерже през 1983 г. фондация „Ерже“ и „Мулянсар“ (Moulinsart), компанията която държи авторските и търговските права на комикса, става отговорна за разрешаването на разпространение на всеки продукт, свързан с лика на Тентен.

### Телевизия и радио
Направени са два сериала по Тентен и едно радио шоу.
- „Приключенията на Тентен от Ерже“ (Les aventures de Tintin d'après Hergé) от 1957 г. е първата продукция на студио „Белвисон“. Десет от книгите на Ерже са адаптирани, всяка под формата на серия от 5 минутни епизоди. Продукцията съдържа общо 103 епизода. Сериалът е режисиран от Рей Гусен, продуциран от Реймон Льобланк, а сценарият е дело на белгийския комикс артист Грег, по-късно главен редактор на списание „Тентен“. Повечето истории от сериала се отделечават силно от оригинала, внасяйки основни промени в целия сюжет.
- „Приключенията на Тентен“ (Les aventures de Tintin) е анимационен сериал, излъчван в периода 1991 г. до 1992 г., продукция между Франция и Канада. Шоуто трае три сезона, всеки от които включва 13 епизода, със средна дължина от 25 минути. 21 истории от оригиналната поредица са покрити от сериала, като обикновено един албум е вместен в два епизода, свързани помежду си като продължение.[55] „Приключенията на Тентен“ постига значително по-голям успех от своя предвестник. Режисьорът е Стефан Бернарскони, продуцентите са компания „Елипс“ (Франция), „Нелвана“ (Канада) и фондация „Ерже“. Сериалът се придържа стриктно към сюжетите от комиксите, като дори се копират панели от оригиналния продукт и директно поставян на екрана.[24] Шоуто е излъчвано в петдесет страни и излиза на дивиди.[56]
- „Приключенията на Тентен“ (The Adventures of Tintin) е радио сериал, продуциран от „Радо Би Би Си 4“. В драматизацията взимат участие Ричард Пиърс като Тентен и Андрю Сач като Сноуи. Капитан Хадок е изигран от Лео Маккерн и първата серия и от Лайнъл Джефрис във втората серия. Гласът на професор Калкулъс е пресъздаден от Стивън Морис, тези на Томпсън и Томпсън от Чарлз Кий.[57]

Радио драмата също така излиза на дългосвиреща плоча и аудиокасета, записана на френски език за разпространение в Белгия, Франция и Канада, и немски език за Германия, шведски език за Швеция, датски език за Дания и норвежки ецик за Норвегия.

### Кино
Преди смъртта на Ерже пълнометражните филми за Тентен са пет, а през 2011 г. излиза и шести филм.
- „Ракът със златните щипки“ (Le crabe aux pinces d'or) от 1947 г. е първия успешен опит за адаптация на комикса. Клод Мисон и Жоао Б. Мишел е режисьор и сценарист на пълнометражния филм, който представлява стоп-моушън продукция с марионетки и се снима в малко студио в Белгия.[58]
- „Тентен и Златното руно“ (Tintin et le mystère de la Toison d'Or) от 1961 г. е първия пълнометражен игрален филм, който не е адаптация на определена комикс книга, а има собствен оригинален сценарий, дело на Андре Баре и Ремо Форлан. Филмът е режисиран от Жан-Жак Верне и участват актьорите Хан-Пиер Талбо като Тентен и Джордж Уилсън като Хадок. Сюжетът представя пътуването на главния персонаж до Инстанбул, за да намери Златното руно, с помощта на кораб, оставен на Хадок от завещание на наговия приятел Темистокъл Папараник. В приключението се включват и група от злодеи, които също искат да притежават кораба, защото вярват, че той би ги отвел към скрито съкровище.[59]
- „Тентен и Сините портокали“ (Tintin et les oranges bleues) от 1964 г. е втория пълнометражен игрален филм, последван след успеха на своя предшественик. Лентата отново е базирана на оригинален сценарий, дело на Андре Баре. Режисьор на филма е Филип Кондроя. Актьорският състав включва Талбо като Тентен и Жан Буиз като Хадок.[60] Сюжетната линия се върти около ново откритие, син потокал, който може да расте в пустинята и да реши световния глад. Новият вид портокал е измислен от приятеля на Калкулъс испанския професор Заламея. Емир, чийто зли планове за застрашени от изобретението, отвлича Заламея и Калкюлъс. Тентен и Хадок се впускат в пътуване до Испания, за да спасят своите приятели.[60]
- „Тентен и Храмът на Слънцето“ (Tintin et le temple du soleil) от 1969 г. е първият традиционно пълнометражен анимационен филм, адаптация на две от книги за „Приключенията на Тентен“ на Ерже – „Седемте кристални топки“ и „Затворниците на слънцето“. Лентата е продуцирана от компанията на Реймон Любланк „Белвисон“, която вече е завършила анимационния сериал за Тентен. Рижисьор е Еди Латест. Саундтракът към филма е направен от Франсоа Раубер, именит франски композитор. Адаптацията като цяло се придържа към своите първоизточници.[60]
- „Тентен и Езерото на акулите“ (Tintin et le lac aux requins) от 1972 г. е вторият пълнометражен анимационен филм за Тентен, който е базиран на оригиналния сценарий на Грег и под режисурата на Реймон Льобланк.[61] Това е вторият филм на студио „Белвисон“. Историята отнася Тентен до измислената страна Силдавия, където ще се изправи срещу своя вечен враг Растапополус. Като визуален изглед филмът и по-богат и майсторски направен, но сюжета не е достатъчно убедителен.[62] Лентата е адаптирана в комикс албум.[61][62]
- „Приключенията на Тинтин: Тайната на еднорога“ (The Adventures of Tintin: The Secret of the Unicorn) от 2011 г. е пълнометражен американски анимационен филм, сниман с техниката 3D улавяне на движение. Филмът е рижисиран от знаменития холивудски режисьор Стивън Спилбърг и е базиран на три от книгите на Ерже: „Ракът със златните щипки“ (1941), „Тайната на еднорога“ (1943) и „Съкровището на Ред Ракам“ (1944).[63] Компанията на Питър Джаксън Weta Digital прави анимационните и специални ефекти. Лентата получава положителни отзиви от критиката и се радва на успех в бокс офис класациите.

### Документални филми
- „Аз, Тентен“ (Moi, Tintin) е продуциран от студио „Белвисон“.[64]
- „Тентен и аз“ (Tintin et moi) е документален филм от 2003 г., режисиран от Андрес Ньогсбро Юстардаард, копродукция на Дания, Белгия, Франция и Швейцария. Лентата е базирана на записи с интервюта на Ерже, направени от Нума Садоул от 1971 г. Въпреки че интервюто е публикувано като книга, Ерже получава разрешение да редактира текста след публикация. Повече от интервютата във филма са изрязани.[65] Години след смъртта на Ерже, режисьорът връща оригиналните записи и възстановява целия разговор с артиста.[64] Лентата е излъчена в Съединените щати по телевизионния канал Пи Би Ес на 11 юли 2006 г.[66]
- „По следите на Тентен“ (Sur les traces de Tintin) е пет-сериен документален телевизионен сериал от 2010 г., който обобщава няколко комикс албума, като комбинира комикс панели с реални снимки и към тях предоставени коментари.

### Театър
Ерже помага за създаването на две сценични представления, като си съдейства с белгийския хуморист Жак Ван Малкебек.
- „Тентен в Индия: Мистерията на Синия диамант“ (1941) покрива повече от втората част на „Цигарите на фараона“, където Тентен прави опити да спаси откраднат син диамант.
- „Изчезването на г-н Бълок“ (1941 – 42) представя Тентен, Сноуи и Томпсън и Томпсън да патуват около света и обратно до Брюксел в преследване на измамник, който се опитва да вземе откраднатото състояние на богаташ. Пиесите са поставени в „Кралски театър на галериите“ (Théâtre Royal des Galeries) в Брюксел. Текстът на пиесата е изгубен.[67][68][69]

През късните 70-те и ранните 80-те години две пиеси по Тентен са продуцирани в „Театъра на изкуствата“ в Западния край на Лондон. Постановките са адаптирани от Джофри Кейс за компания „Юникорн“.
- „Голямото приключение на Тентен в Америка“ (Tintin's Great American Adventure) е поставена е базирана на комикса „Тентен в Америка“ (1976 – 77)
- „Тентен и Черният остров“ (Tintin and the Black Island) е по комикса „Черният остров“ (1980 – 81). Втората пиеса по-късно търпи и турне в страната.[70][71][72]

Мюзикъл по заглавията „Седемте кристални топки“ и „Затворници на слънцето“ има премиера на 15 септември 2001 г. в „Щатшоубърг“ (Градския театър) в Антверпен, Белгия. Заглавието на мюзикала е „Kuifje – De Zonnetempel (De Musical)“ (Тентен – Храмът на Слънцето (Мюзикалът)) и е излъчен по „Канал Плюс“. После е изигран в град Шарлероа през 2002 г. като „Тентен – Храмът на слънцето – Мюзикълът“ (Tintin – Le Temple du Soleil – Le Spectacle Musical).
Театралната компания „Младия Вик“ (Young Vic) в Лондон поставя музикална версия на „Тентен в Тибет“ в център „Барбикан Артс“ (2005 – 2006). Продукцията е режисирана от Рефъс Норис и е адаптирана от Норис и Дейвид Грейг. Постановката е успешна и се играе повторно в театър „Плейхаус“ и „Уест Енд“ в Лондон преди да предприеме турне (2006 – 2007), с което се отпразнува стогодишнина от рождениетона Ерже.

## Списък с албуми
| Номер на албума | Заглавие на бълг.ез.          | Оригинално заглавие           | Излизал като серия      | Изленал единично |
| --------------- | ----------------------------- | ----------------------------- | ----------------------- | ---------------- |
| 1               | Тентен в Страната на съветите | Tintin au pays des Soviets    | 1929 – 1930             | 1930             |
| 2               | Тентен в Конго                | Tintin au Congo               | 1930 – 1931             | 1931             |
| 3               | Тентен в Америка              | Tintin en Amérique            | 1931 – 1932             | 1932             |
| 4               | Цигарите на фараона           | Les Cigares du pharaon        | 1932 – 1934             | 1934             |
| 5               | Синият лотос                  | Le Lotus bleu                 | 1934 – 1935             | 1936             |
| 6               | Счупеното ухо                 | L'Oreille cassée              | 1935 – 1937             | 1937             |
| 7               | Черният остров                | L'Île noire                   | 1937 – 1938             | 1938             |
| 8               | Скиптърът на крал Отокар      | Le Sceptre d'Ottokar          | 1938 – 1939             | 1939             |
| 9               | Ракът със златните щипки      | Le Crabe aux pinces d'or      | 1940 – 1941             | 1941             |
| 10              | Падащата свезда               | L'Étoile mystérieuse          | 1941 – 1942             | 1942             |
| 11              | Тайната на еднорога           | Le Secret de La Licorne       | 1942 – 1943             | 1943             |
| 12              | Съкровището на Червения Ракъм | Le Trésor de Rackham le Rouge | 1943                    | 1944             |
| 13              | Седемте кристални топки       | Les Sept Boules de Cristal    | 1943 – 1946             | 1948             |
| 14              | Затворници на срънцето        | Le Temple du Soleil           | 1946 – 1948             | 1949             |
| 15              | Земята на черното злато       | Tintin au pays de l'or noir   | 1939 – 1940 1948 – 1950 | 1950, 1971       |
| 16              | Направление Луна              | Objectif Lune                 | 1950 – 1952             | 1953             |
| 17              | Изследователи на Луна         | On a marché sur la Lune       | 1952 – 1953             | 1954             |
| 18              | Задачата на Турнесол          | L'Affaire Tournesol           | 1954 – 1956             | 1956             |
| 19              | Акулите на Червено море       | Coke en stock                 | 1956 – 1958             | 1958             |
| 20              | Тентен в Тибет                | Tintin au Tibet               | 1958 – 1959             | 1960             |
| 21              | Бижутата на Кастафиоре        | Les Bijoux de la Castafiore   | 1961 – 1962             | 1963             |
| 22              | Полет 714 за Сидни            | Vol 714 pour Sydney           | 1966 – 1967             | 1968             |
| 23              | Тентен и Пикарос              | Tintin et les Picaros         | 1975 – 1976             | 1976             |
| 24              | Тентен и алфа-изкуството      | Tintin et l'alph-art          | 1986                    | 2004             |

### Цитирана литература
- Assouline, Pierre. „Hergé, the Man Who Created Tintin“.   Oxford and New York, Oxford University Press, 2009. ISBN 978-0-19-539759-8. (на английски)
- Farr, Michael. „Thundering Typhoons“ //  History Today 54 (3).   март 2004. p. 62. (на английски)
- Farr, Michael. „Tintin: The Complete Companion“.   London, John Murray, 2001. ISBN 978-0-7195-5522-0. (на английски)
- Goddin, Philippe. The Art of Hergé, Inventor of Tintin: Volume 1, 1907 – 1937.   San Francisco, Last Gasp, 2008. ISBN 978-0-86719-706-8. (на английски)
- Gravett, Paul. Graphic Novels: Stories to Change Your Life.   London, Aurum Press, 2005. ISBN 978-1-84513-068-8. (на английски)
- Horeau, Yves. „The Adventures of Tintin at Sea“.   London, Hodder & Stoughton, 2004. ISBN 978-0-7195-6119-1. (на английски)
- Lofficier & Lofficier, Jean-Marc, Randy. „The Pocket Essential Tintin“.   Harpenden, Hertfordshire: Pocket Essentials., 2002. ISBN 978-1-904048-17-6. (на английски)
- McCarthy, Tom. „Tintin and the Secret of Literature“.   London, Granta, 2006. ISBN 978-1-86207-831-4. (на английски)
- McCloud, Scott. „Understanding Comics: The Invisible Art“.   Princeton, Wisconsin, Kitchen Sink Press, 1993. ISBN 978-0-87816-243-7. (на английски)
- Mills, T.F. „America Discovers Tintin“ //  The Comics Journal (1 (86)).   November 1983. p. 60 – 68. (на английски)
- Peeters, Benoît. „Hergé: Son of Tintin“.   Baltimore, Maryland, Johns Hopkins University Press, 2012. ISBN 978-1-4214-0454-7. (на английски)
- Sadoul, Numa. „Tintin et moi: entretiens avec Hergé“.   Tournai, Casterman, 1975. ISBN 978-2-08-080052-7. (на френски)
- Screech, Matthew. Masters of the Ninth Art: Bandes Dessinées and Franco-Belgian Identity.   Liverpool University Press, 2005. ISBN 978-0-85323-938-3. (на английски)
- Thompson, Harry. „Tintin: Hergé and his Creation“.   London, Hodder and Stoughton, 1991. ISBN 978-0-340-52393-3. (на английски)
- Thompson, Kim. Hergé: His Life and Work //  The Comics Journal (1 (250)).   February 2003. p. 176 – 179. (на английски)
- Walker, Andrew. „Faces of the week“ //   BBC News, 16 декември 2005.  Архивиран от оригинала на 20 декември 2013. Посетен на 5 ноември 2020 г. (на английски)
- Yusuf, Bulent. „Alphabetti Fumetti: H is for Hergé“ //   Ninth Art, 14 ноември 2005.  Архивиран от оригинала на 31 май 2013. Посетен на 11 ноември 2020. (на френски)